# María la del Barrio
María la del Barrio là một bộ phim truyền hình thuộc thể loại telenovela của México được tạo ra bởi Vivian Pestalozzi. Bộ phim được trình chiếu trên Canal de las Estrellas từ ngày 14 tháng 8 đến ngày 26 tháng 4 năm 1995. Phim có sự tham gia của dàn diễn viên Thalía và Fernando Colunga.

## Diễn viên
- Thalía vai María Hernández Rojas De de la Vega "María la del barrio"
- Fernando Colunga vai Luis Fernando de la Vega Montenegro
- Itatí Cantoral vai Soraya Montenegro de la Vega / Soraya Montenegro Vda. de Montalbán
- Irán Eory vai Victoria Montenegro de la Vega
- Ricardo Blume vai Don Fernando De la Vega
- Héctor Soberón vai Vladimir de la Vega Montenegro
- Meche Barba vai Guadalupe "Lupe"
- Silvia Caos vai Calixta Popoca
- Aurora Molina vai Casilda Pérez
- Pituka de Foronda vai Carolina Monroy "Seño Caro"
- Tito Guízar vai Padre Honorio
- Montserrat Gallosa vai Vanessa de la Vega Montenegro
- Sebastián Garza vai Pedro
- Rebeca Manríquez vai Carlota
- Beatriz Moreno vai Felipa
- Raúl Padilla "Chóforo" vai Urbano González
- Alejandra Procuna vai Brenda Ramos del Real
- Yadira Santana vai Rufina
- Carmen Salinas vai Agripina Pérez
- Juan Antonio Edwards vai Dr. Rodrigo Suárez
- Jorge Cáceres vai Osvaldo Treviño
- Ana Patricia Rojo vai Penélope Linares de Cano
- René Muñoz vai Veracruz
- Emilia Carranza vai Raymunda del Castillo de Robles
- Ludwika Paleta vai María de los Ángeles de la Vega Hernández "Tita"
- Osvaldo Benavides vai Fernando Pérez / Fernando de la Vega Hernández "Nando / Nandito"
- Antonio Medellín vai Dr. Carreras
- Lilia Michel vai Sor Matilde
- Roberto Blandón vai José María Cano "Papacito"
- Jessica Jurado vai Verónica Robles del Castillo de Barrena
- Ninón Sevilla vai Caridad
- Claudia Ortega vai Antonia
- Manuel Saval vai Oscar Montalbán
- Ariadne Welter vai Esperanza Calderón
- Yuliana Peniche vai Alicia Montalbán Smith
- Sebastián Ligarde vai Lic. Gonzalo Dorantes
- Daniel Gaurvy vai Clemente Barrena
- Irlanda Mora vai Grindelia Campusano "La Leona"
- Patricia Martínez vai Romelia Aguado
- Rocío Sobrado vai Gracia Valdez
- Evangelina Martínez vai Berta
- Beatriz Monroy vai Tisica
- Mauricio Aspe vai Aldo Armenteros
- María Prado vai Rosenda